# Polypodiodes subamoena
Polypodiodes subamoena är en stensöteväxtart som först beskrevs av C. B. Cl., och fick sitt nu gällande namn av Ren-Chang Ching. Polypodiodes subamoena ingår i släktet Polypodiodes och familjen Polypodiaceae. Inga underarter finns listade.